# Biesbosch
Biesbosch este o arie protejată (arie specială de conservare — SAC, sit de importanță comunitară — SCI) din Țările de Jos întinsă pe o suprafață de 9.640 ha, integral pe uscat.

## Localizare
Centrul sitului Biesbosch este situat la coordonatele 51°45′05″N 4°45′26″E / 51.7513°N 4.7573°E.

## Înființare
Situl Biesbosch a fost declarat sit de importanță comunitară în iulie 1998 pentru a proteja 1 specie de plante și 13 specii de animale. Situl a fost protejat și ca arie specială de conservare în septembrie 2013.

## Biodiversitate
Situată în ecoregiunea atlantică, aria protejată conține 6 habitate naturale: Cursuri de apă de la nivel de câmpie la nivel montan, cu vegetație Ranunculion fluitantis și Callitricho-Batrachion, Râuri cu maluri nămoloase cu vegetație de Chenopodion rubri p.p. și Bidention p.p., Pajiști calcaroase din nisipuri xerice, Liziere de ierburi înalte hidrofile de câmpie și de nivel montan până la alpin, Fânețe de joasă altitudine (Alopecurus pratensis, Sanguisorba officinalis), Păduri aluvionare cu Alnus glutinosa și Fraxinus excelsior (Alno-Padion, Alnion incanae, Salicion albae).
La baza desemnării sitului se află mai multe specii protejate:
- plante (1): Orthotrichum rogeri
- mamifere (3): castor (Castor fiber), Microtus oeconomus arenicola, liliac de iaz (Myotis dasycneme)
- nevertebrate (1): Anisus vorticulus
- pești (9): Alosa alosa, Alosa fallax, zvârluga (Cobitis taenia), zglăvoacă (Cottus gobio), Lampetra fluviatilis, țipar (Misgurnus fossilis), Petromyzon marinus, boarță (Rhodeus amarus), somonul (Salmo salar)